# Casa Monica Resort & Spa
Le Casa Monica Resort & Spa est un hôtel américain situé à Saint Augustine, en Floride. Ouvert en 1888, il est membre des Historic Hotels of America depuis 2001.